# Honningsvågs flygplats, Valan
Honningsvågs flygplats, Valan (norska: Honningsvåg lufthavn, Valan) är en regional flygplats belägen cirka fyra kilometer norr om staden Honningsvåg på ön Magerøya i Finnmark fylke i norra Norge. Flygplatsen ligger i anslutning till Europaväg 69 och är också den flygplats som ligger närmast turistmålet Nordkap. 

## Faciliteter
Flygplatsen har en parkering som är gratis. Biluthyrningsmöjligheter finns samt taxiservice. 